# Noblesse pontificale
 (janvier 2023).

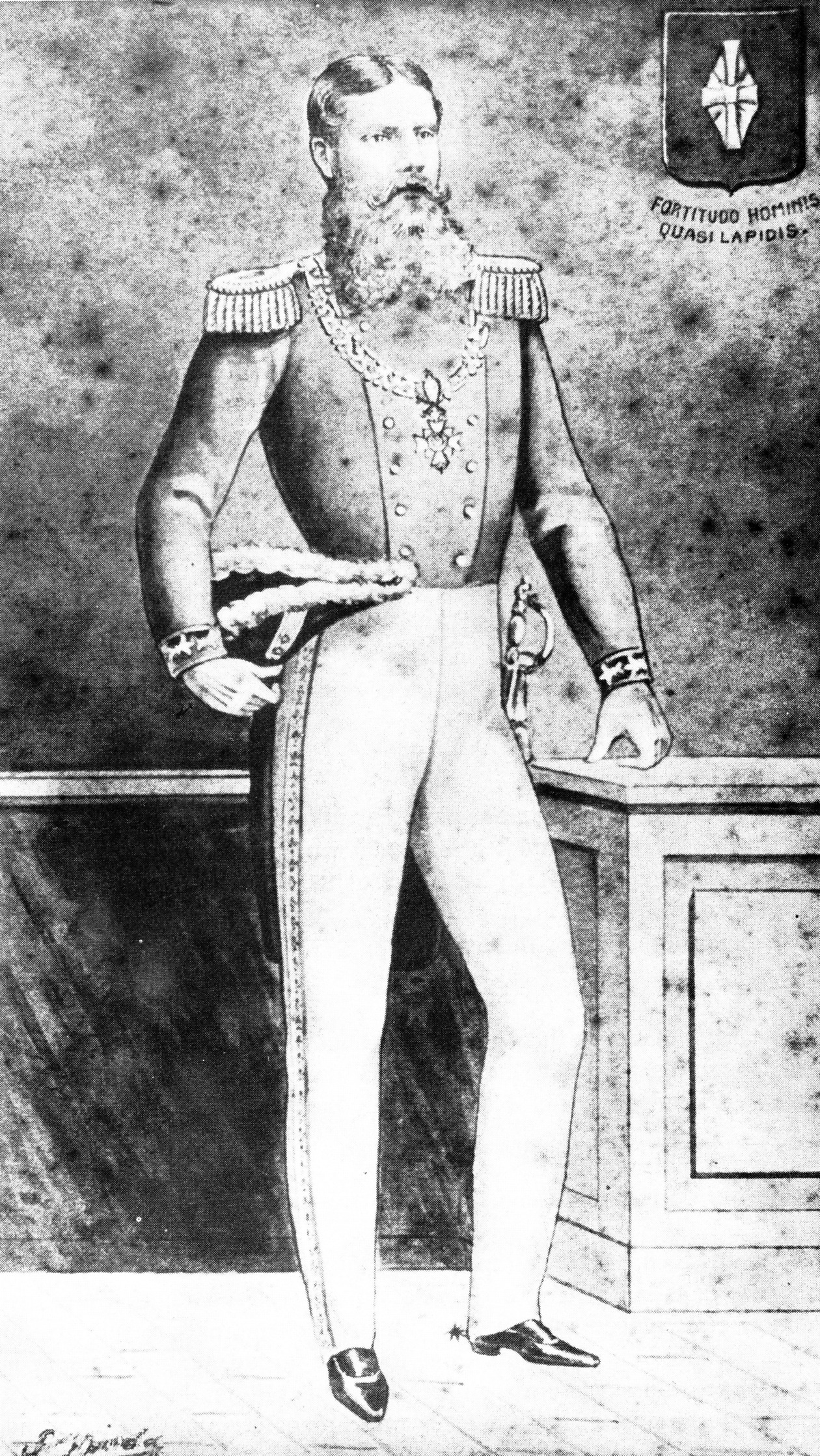
Alphonse-Joseph van Steenkiste, gentilhomme de S.S. le pape Léon XIII, comte par bref pontifical d'avril 1882, Chevalier de l'Ordre de Saint Sylvestre ou de la Milice dorée, décoré de la Croix de Mentana et de la médaille Benemerenti.

La noblesse pontificale comprend les familles qui ont été anoblies et titrées par les souverains pontifes, principalement après la disparition des États du pape. 
La noblesse pontificale ne doit pas être confondue avec la noblesse romaine constituée par les anciennes familles féodales soumises à l'autorité du pape et par les familles romaines qui avaient rempli des charges importantes auprès du souverain pontife et composaient la noblesse civile.
La noblesse pontificale ne détient aucun pouvoir ni privilège en Italie et a la particularité d'avoir été conférée par les papes dans plusieurs pays qui ne la reconnaissent pas tous légalement. Les familles de la noblesse pontificale portent presque toujours un titre de noblesse.

## Historique
La souveraineté temporelle des papes ne remonte pas à une époque précise. La formation de leur domaine n’a été achevée qu’à l’aube des temps modernes après un long travail d’influence qui dura tout le Moyen Âge. Ce n’est qu’en 1623 qu’Urbain VIII termina la formation des États de l’Église en prenant possession du duché d'Urbino. Ces « États » se composaient alors principalement des États italiens (autour de Rome notamment) et français (le Comtat Venaissin et Avignon).
Le système féodal dominait dans ces États, comme dans ceux de l’Europe. La noblesse féodale des États situés en Italie était représentée par les grands barons feudataires qui s’opposaient aux communes et au patriciat civique. Dans les États « français », il existait aussi une noblesse féodale, à côté de laquelle se développait une noblesse acquise par les charges. Enfin, en plus des catégories de nobles déjà cités, le pape créait également des nobles sans fief. Le titre le plus connu était celui de « comte palatin ».
L’annexion des États pontificaux en France en 1791 marqua la fin de la souveraineté du pape sur le Comtat Venaissin (capitale : Carpentras) et l’État d'Avignon (c'est-à-dire la ville d'Avignon). Ces deux États ont une origine différente et leur administration le fut également pendant plus de quatre-cent-cinquante ans, quoique limitrophes. Quant à la noblesse des États « italiens », les souverains pontifes s’efforcèrent de lui enlever tous ses privilèges de juridictions pour ne plus lui reconnaître que des privilèges honorifiques.
À partir du XIXe siècle (1815, 1827 et 1853), les souverains pontifes réalisèrent l’unité entre l’ancienne noblesse féodale, le patriciat civique et la noblesse qu’ils avaient créés, en même temps que le titre de comte palatin disparaissait au profit de celui de « comte romain », désormais accordé par le pape seul et non plus par ses représentants.
Privés de leur souveraineté temporelle en France et en Italie, les papes n’en continuèrent pas moins à accorder des titres à leurs sujets catholiques principalement italiens, français, belges, et espagnols, mais aussi natifs d'autres pays.

## Distinction entre noblesse pontificale et noblesse romaine
On distingue la noblesse pontificale de la noblesse romaine, constituée par les anciennes familles féodales soumises à l'autorité du pape et par les familles romaines qui avaient rempli des charges importantes auprès du souverain pontife et composaient la noblesse civile. La noblesse romaine est pontificale mais la noblesse pontificale ne fait souvent pas partie de la noblesse romaine.
La première est liée à la citoyenneté romaine, la deuxième s’étend aux citoyens des États pontificaux en dehors de la ville de Rome et à tous les sujets de l’Église catholique, membres de l’Église en tant que baptisés, même à l’extérieur de ce que furent les frontières de l’État pontifical. Les pontifes romains, au cours des siècles, élargirent ou reconnurent en effet différents types de noblesse.

### La noblesse féodale dans les États italiens de l’Église
La soumission de la féodalité, poursuivie aux XIVe et XVe siècles, fut achevée par Jules II (Pax romana de 1511). Pie V, par la bulle Admonet nos du 23 mars 1567, régla le problème de l’inaliénabilité des fiefs et de leur récupération par le Saint-Siège. Urbain VIII, en 1639, accentua son emprise sur les grands feudataires en réglant le problème des titres joints aux fiefs. L’acheteur d’un fief devra obtenir l’autorisation de porter le titre du fief qu’il acquiert.
La noblesse féodale comprenait les descendants des grandes maisons qui, au Moyen Âge, s’étaient disputé le contrôle de Rome, comme les  Colonna et les  Orsini. À celles-ci il faut ajouter les familles amenées à Rome par les papes de la Renaissance, comme les Barberini, les Boncompagni, les Borghese, les Chigi, les Odescalchi. À cette noblesse appartiennent les familles des ducs et des princes romains qui représentent aujourd’hui l’ancien baronnage féodal.

### La noblesse civile ou civique
Elle est composée par ceux qui eurent d’importantes charges publiques. Dans la constitution Urbem Romam du 4 janvier 1746, Benoît XIV fit rédiger le tableau des cent quatre-vingts familles romaines qui avaient rempli ces charges auprès du souverain pontife ou dans le gouvernement de la ville ; de celles-ci, soixante furent choisies pour former la classe des « coscritti » (litt. les conscrits), les patriciens conscrits romains, accentuant la dualité nobiliaire entre noblesse féodale et civile.
Après avoir retrouvé ses États en 1815 (Congrès de Vienne), le pape Pie VII rétablit l’ancienne noblesse dans ses provinces et confirma l’existence de la nouvelle (tout comme Louis XVIII en France). Il supprima définitivement le titre de comte palatin pour ne retenir que « comites » (comtes). Par son motu proprio du 6 juillet 1816, il confirma l’abolition de la féodalité dans les provinces de l’État pontifical. C’est l’aspect politique des fiefs qui était supprimé par l’abolition de leur juridiction, mais le titre qui restait attaché au fief subsistait et devenait honorifique. Ce titre appartenait au possesseur du fief et non à la famille.
C’est cependant Pie IX qui, par chirographe du 2 mai 1853, mit fin à la distinction entre noblesse féodale, patriciat civique et noblesse créée par le pape ou ses représentants, en inscrivant le 17 janvier 1854 les familles princières et ducales des États romains qui avaient reçu ces titres du Saint-Siège dans le Livre d’or de la noblesse capitoline, c’est-à-dire au tableau de la noblesse de Rome institué par la constitution Urbem Romam. L’ensemble des inscrits, baronnage et noblesse civique, fut alors appelé patriciat romain.
Ainsi l’usage, depuis Grégoire XVI, de titre romain fut définitivement établi sous Pie IX. On parla désormais de titres romains et non plus de titres pontificaux.
Dévouée au service du pape, cette noblesse romaine montra sa fidélité au trône de Pierre en refusant de collaborer avec Napoléon III et en se serrant autour de Pie IX lors de l’invasion piémontaise. Après l’unification italienne de 1860, une grande partie de la noblesse romaine, par fidélité au pape, ferma ses palais et ses salons et renonça à occuper les premières places dans le nouveau royaume, en subissant, même d’un point de vue financier, de lourdes conséquences. Cette noblesse en deuil prit le nom de noblesse noire.
Malgré la disparition du pouvoir temporel, Pie IX, Léon XIII et leurs successeurs jusqu’à Paul VI maintinrent les grandes charges de la cour pontificale qui, avec le temps, étaient devenues héréditaires. Au sommet de la hiérarchie, les deux princes assistants au trône étaient les « chefs de nom » des familles Colonna et Orsini : le grand-maître du Saint-Hospice était le prince Ruspoli ; le « vessillifero » (porte-étendard) de la Sainte Église romaine, le marquis Patrizi ; le grand écuyer, le marquis Serlupi-Crescenzi ; le commandant de la garde noble était toujours choisi parmi les princes romains.
Font donc partie de la noblesse romaine, au sens étroit, de jure :
- les anciennes familles féodales résidant à Rome ;
- les descendants des 180 familles nobles énumérées dans la bulle Urbem Romam de Benoît XIV du 4 janvier 1746 ;
- les familles des papes, à partir de Benoît XIV.

Plus vaste est la noblesse pontificale qui comprend à son tour non seulement la noblesse d’origine féodale et civique de tous les États pontificaux, y compris les États pontificaux de France : Avignon et le Comtat Venaissin, mais aussi et, surtout dans les deux derniers siècles, les familles dont les titres émanent du pontife non comme souverain temporel mais comme souverain pontife, chef de l’Église catholique.

## La noblesse dans les États pontificaux de France: Avignon et le Comtat Venaissin

### Les différentes catégories de noblesse
Souverain temporel dans ses États, le pape créa donc des nobles et des titres, comme dans tout État organisé. La noblesse des États pontificaux de France se divisait en deux catégories bien distinctes. La première comprenait les familles venues autrefois des pays étrangers, d’Italie notamment, attirées par le séjour des papes et de leurs  légats et la seconde, les familles originaires du pays, qui étaient le plus grand nombre. Ces dernières, en dehors de quelques familles féodales, acquéraient la noblesse soit par charge, soit par lettre d’anoblissement, c’est-à-dire par bref. Les trois premières charges anoblissantes étaient réservées à des Italiens, mais les dix autres pouvaient être données à des Français. La plus importante à laquelle un Français pouvait accéder était celle de primicier de l’université d’Avignon (chef des services). Cette charge donnait à son titulaire le bénéfice de la noblesse héréditaire.
Le pape Clément XII adressa au grand-maître de l’Ordre de Malte un  bref daté du 6 mai 1736, par lequel il confirmait que la noblesse héréditaire était acquise aux primiciers de l’université d’Avignon, tandis que le roi de France leur accordait le titre de gentilhomme de sa Chambre. Beaucoup de familles comtadines arrivaient à la noblesse par le grade de docteur de l’université d’Avignon. Une bulle du pape Paul III déclara nobles les avocats-docteurs du Comtat. La charge de vice-recteur du Comtat donnait à son titulaire le bénéfice de la noblesse héréditaire.
Leur noblesse, personnelle sur la tête du premier docteur, devenait héréditaire et transmissible sans conteste si le fils du docteur devenait docteur lui-même. Notons enfin que certaines familles obtinrent des lettres de noblesse qu’elles firent enregistrer à la chambre apostolique ou à la rectorie (de la délégation d’Avignon).
Les habitants du Comtat Venaissin jouissaient des mêmes privilèges et étaient assimilés à la noblesse française. La noblesse du Comtat Venaissin « faisait » ses preuves devant Chérin et d’Hozier sans distinction en raison de son origine et elle était admise aux écoles militaires, aux pages et à toutes les charges et dignités du royaume.

### Reconnaissance de la validité des titres pontificaux par le pouvoir royal
Louis XV reconnut en France la validité des titres conférés par les papes en tant que souverains des États pontificaux, notamment par un édit donné à Versailles en mars 1763 qui créait dans tout le royaume des offices de banquiers expéditionnaires en cour de Rome et de la légation d’Avignon. Cet édit tarifait les droits à payer à la suite de l’obtention d’une bulle de comte palatin et précisait: « Parce que ladite création forme et requiert le titre de noblesse si on l’obtient avec la clause pro descentibus masculis et in perpetuum […] à cause de la perpétuité on ajoute aux frais ordinaires cent dix livres […] »
À son tour, Louis XVI, par lettres patentes du 18 octobre 1783, définit le règlement pour les preuves de noblesse auquel on doit se référer pour le Comtat Venaissin et Avignon, et par lettres patentes du 30 avril 1784 détailla le règlement pour les preuves de noblesse exigées dans la ville d’Avignon et le Comtat Venaissin. Chérin note dans son Abrégé chronologique : « les formalités dont doivent être revêtues les expéditions représentées en preuves par les familles d’Avignon et du Comtat Venaissin sont les mêmes que celles que prescrivent les lettres patentes du 18 octobre 1783. La seule différence qui existe est que les requêtes aux fins de constater l’authenticité des expéditions doivent être présentées, à l’égard des habitants de la ville d’Avignon, aux consuls de cette ville et à l’élu de la noblesse pour ceux du Comtat Venaissin ».
Le décret de l’Assemblée constituante du 14 septembre 1791 confirma le vote du 12 juin 1790 des habitants d’Avignon et du Comtat Venaissin demandant le rattachement à la France des États pontificaux français. Aucun titre pontifical ne fut plus octroyé à des Français jusqu’au Concordat de 1801.
On ne sait pas combien de brefs de noblesse ou de concessions de titres ont été accordés lors de leur souveraineté sur le Comtat Venaissin (Le Comtat fut aux papes de 1274 à 1791, une conséquence de la Croisade contre les Albigeois commencée en 1209) et Avignon (de 1340 à 1791) par les souverains pontifes à des Français.
Le dépouillement des archives[réf. nécessaire] permet d’avancer les éléments suivants :
- duc : 7 titres dont 6 héréditaires
- marquis : 29 titres dont 26 héréditaires
- comte : 39 titres dont 22 héréditaires
- vicomte : aucun
- baron	: 11 titres dont 9 héréditaires

soit un total de 86 titres dont 63 héréditaires.
À ces titres il faut ajouter les lettres de noblesse (anoblissement, régularisation et confirmation) enregistrées à la Chambre apostolique ou à la rectorie et les certificats de noblesse de l’élu de la noblesse comtadine au nombre de cent. Doivent être également comptés les titulaires des dix charges anoblissantes ainsi que les docteurs en droit de l’université d’Avignon.

## Les titres pontificaux et la souveraineté pontificale
Ainsi dans les accords du Latran de 1929, le gouvernement italien accepta, dans le but de reconnaître au pape une prérogative de souverain, par l’intermédiaire de l’article 42 du Concordat annexé à ces accords, d’enregistrer et d’homologuer comme titres italiens les titres nobiliaires conférés par le pape même après 1870 et ceux qui seront conférés à l’avenir.
Le gouvernement italien les reconnaît expressément comme « des concessions de titres nobiliaires », c’est-à-dire conférant la noblesse. Ces titres nobiliaires ne sont pas de simples décorations car leur sort est traité distinctement de l’article 41 du même Concordat qui concerne les décorations. Cette disposition devint capitale pour le droit nobiliaire italien car elle obligea l’État italien à reconnaître et à homologuer les titres donnés par un souverain étranger.
Le problème des titres nobiliaires a été reposé par l'actuelle Constitution italienne dont l’article 14 stipule que les titres nobiliaires quels qu’ils soient ne sont pas reconnus. Cependant, l’article 7 de cette même constitution admet la validité du Concordat qui, lui, reconnaît la validité des titres pontificaux. La Consulta araldica prit ainsi, le 2 février 1925, un règlement intérieur pour l’autorisation à l’usage des titres pontificaux. L’article 1 précise entre autres : l’autorisation à l’usage dans le royaume d’Italie des titres concédés par les souverains pontifes après 1870 est donnée par décret royal. Elle concerne seulement les titres de prince, duc, marquis, comte, baron ou noble, pourvu qu’ils n'impliquent aucun prédicat.
Le Conseil d’État italien a regardé ce problème dans sa séance du 19 juin 1969 et a établi que l’article 42 du Concordat n’est pas formellement abrogé et que, malgré l’absence d’un décret spécial qui l’autorise, l’usage des titres est pleinement licite.
Ainsi, le Corpo della nobilta italiana a-t-il prévu à l’article 16 de son règlement d’assimiler aux titres italiens les titres pontificaux accordés après 1870 dans la mesure où ils ont fait l’objet de dispositions reconnues par la justice. Peuvent être également inscrits les descendants des commandeurs de l’ordre de Pie IX dont la première classe conférait, jusqu’au 11 novembre 1939, la noblesse héréditaire.[réf. nécessaire].

## Une noblesse pontificale controversée
Selon le pamphlétaire anticlérical Jean de Bonnefon, auteur de  La Ménagerie du Vatican (1906), les titres pontificaux s'obtenaient soit en rendant des services à l'Église, soit en adressant une demande au pape en la faisant appuyer par un évêque puis en payant le tarif public et surtout le tarif secret. Selon cet auteur, au début du XXe siècle, les tarifs secrets, payés d'avance, étaient par exemple d'environ 100 000 francs pour le titre de duc, 20 000 francs pour celui de comte et 12 000 francs pour celui de baron. L’on pouvait également obtenir les titres de prince, marquis, etc. Pour 4 000 francs, une femme pouvait demander un titre de comtesse non héréditaire. Quelquefois, le pape « envoyait à un cardinal en mal d'argent des parchemins en blanc » où il n'y avait plus qu'à indiquer le titre et signer. Les titres sont anonymes : le titulaire n'est jamais nommé dans le bref. L’auteur donne l’exemple d’un banquier qui ne paya que la moitié de la somme convenue pour son titre de comte, et reçut le titre de « Comte de Monte-Avarico ». Ce banquier régularisa rapidement sa situation et le bref fut corrigé.

## Nombre des titres accordés par les papes
Il n’a jamais été dans la tradition du Saint-Siège de publier les concessions nobiliaires ou de titres accordées. Si les archives secrètes du Vatican ont permis d’effectuer des recherches très intéressantes, il n’existe cependant pas de listes officielles. Aussi est-il difficile d’appréhender le nombre et la nature de ces concessions. Des recherches réalisées depuis plus de quarante ans dans les différents dépôts d’archives des pays européens, auprès des autorités officielles des États où la noblesse et les titres ont une existence légale, reconnue ou protégée, et auprès d’historiens[Qui ?] ou de chercheurs[Qui ?][réf. nécessaire], ont permis d’avoir une meilleure connaissance du sujet. Il ne peut cependant être donné que des indications eu égard à l’état actuel des recherches.
En Italie, Guy Westerouen van Meeteren, ancien ambassadeur des Pays-Bas près le Saint-Siège, fait état d’après les listes italiennes de reconnaissances et des enregistrements à la Consulta araldica de 115 concessions pontificales reconnues et administrées depuis 1870. Mais il est surtout intéressant de se rapporter à l’étude du professeur Francesco Pericoli Ridolfini (Titoli Nobiliari Pontifici..., 1963 : cf. biblio) qui donne la liste exhaustive des titres nobiliaires reconnus officiellement par l’État italien par décret du Président de la République du 1er mars 1961.
Ils sont au nombre de 351 auxquels s’ajoutent 30 titres concernant des familles relevant du motu proprio du 21 décembre 1827 de Sa Sainteté Léon XIII, soit 381 titres.
En France. - Sur la période des XIXe et XXe siècles (jusqu'en 1931) les titres accordés à des Français par les souverains pontifes s’établissent ainsi en l’état actuel des recherches :
- prince : 13 dont 5 héréditaires (3 subsistants)
- duc : 16 dont 9 héréditaires (3 subsistants)
- marquis : 43 dont 23 héréditaires (13 subsistants)
- comte : 431 dont 155 héréditaires (66 subsistants)
- vicomte : 1 héréditaire (subsistant)
- baron	: 24 dont 3 héréditaires (3 subsistants)
- noble : 1 héréditaire (subsistant)

Soit 529 titres dont 197 héréditaires (90 subsistants).
Le nombre total sur 125 ans est de 529 titres, dont seulement 197 héréditaires. Or sur la période 1804-1870, ce sont 4709 créations, confirmations ou régularisations de titres qui ont été réalisés par les souverains français (7 princes, 76 ducs, 93 marquis, 563 comtes, 239 vicomtes, 2 418 barons et 1 313 chevaliers ou nobles), c'est-à-dire près de huit fois plus de titres sur cette première période que sur la seconde période 1870-1931. On ne peut donc pas parler d’inflation de titres romains en France.
À noter que 22 récipiendaires ont requis l’investiture de leur titre auprès du Conseil du Sceau entre 1830 et 1876.
En Espagne, la royauté espagnole a toujours accepté le principe d’autoriser le port des titres pontificaux en Espagne par cédules ou lettres patentes royales (Real Despacho). Depuis 1912 l’autorisation du port d’un titre pontifical exige que le titre ait « une valeur symbolique pour l’Espagne ». En 1899, 99 personnes étaient autorisées à porter un titre pontifical mais aujourd’hui seuls 31 titres pontificaux bénéficient d’une autorisation.
En Belgique, de 1830 à 1931, 70 personnes reçurent des titres héréditaires dont 17 appartenant à 6 familles. Ce sont donc 59 familles distinctes qui reçurent des titres. Depuis 1853, 18 concessions de titres pontificaux ont donné lieu à des faveurs belges. Une trentaine de titres pontificaux héréditaires subsistent dans les familles belges.
Aux Pays-Bas, pour les provinces du nord antérieurement à la constitution du royaume en 1814, les archives secrètes du Vatican contiennent l’indication de deux titres. Depuis la Constitution de 1814 des provinces septentrionales et de la Loi fondamentale des Pays-Bas de 1815, quatre concessions ont été accordées dont une seule est actuellement représentée aux Pays-Bas.
En Suède, une seule famille encore représentée de nos jours a reçu un titre de marquis et un titre de comte, tous les deux héréditaires.
Au Portugal, l’Annuaire de la noblesse du Portugal ne fait mention que d’un titre de comte héréditaire pour une famille actuellement subsistante. Toutefois les recherches n’ont pas encore été réalisées.
En Pologne. - Parmi la noblesse polonaise titrée, 19 familles ont bénéficié d’un titre pontifical, dont au moins trois seraient actuellement représentées.
Au Proche-Orient, au moins 42 familles ont reçu différents titres de noblesse héréditaire (comtes, vicomtes, marquis, princes, etc.). Au moins 35 de ces familles sont aujourd’hui subsistantes. (La multiplicité des Églises catholiques orientales complique l’établissement d’une liste complète des familles titrées).
À Malte. - Les études entreprises sur les familles de l’île de Malte ont permis d’établir que dix familles ont bénéficié de 14 titres de noblesse (8 titres de marquis et 6 titres de comte) dont 8 héréditaires. Deux titres héréditaires subsistent, l’un de marquis et l’autre de comte[réf. nécessaire].
Les études se poursuivent en Irlande, au Royaume-Uni, dans les États fédéraux de l’ancien Empire allemand, en Autriche, au Brésil, en Argentine et aux États-Unis. Si une première constatation peut être tirée de cette étude, c’est que les titres pontificaux héréditaires ont été accordés avec parcimonie et constituent à la vérité un fait rare.

## Nature des titres pontificaux
Dans la noblesse pontificale on constate une évolution historique entre les investitures antérieures à l’Ancien Régime et en certains cas à 1870, qui présupposent une fonction féodale analogue à celle de la noblesse des autres États et l’octroi des brefs des deux derniers siècles qui ont une importante signification symbolique car ils visent à récompenser les services rendus à l’Église catholique et au pontife romain par les sujets de l’Église du monde entier.
« En ce qui concerne ce genre de noblesse, on peut dire que ce qui la rend grande, ce n’est pas vraiment son antiquité, mais la grandeur du service rendu. La noblesse pontificale a sa source dans la souveraineté de l’Église et son but, sa mission spécifique dans le service de l’Église » (prof. Roberto de Mattei).
Les motifs le plus souvent relevés dans le corps des brefs d’anoblissement sont les suivants :
- services militaires rendus au Saint-Siège ;
- soutien accordé aux œuvres charitables et aux écoles catholiques ;
- défense des idées religieuses ;
- défense de la doctrine sociale de l’Église ;
- combat politique pour la défense des droits de l’Église ;
- défense des congrégations religieuses ;
- services exceptionnels rendus au Saint-Siège.

Tels sont quelques-uns des motifs qui sont à l’origine des titres romains. En dehors des services militaires, c’est en général toute une vie au service de l’Église catholique ou des actions au péril de la vie ou de la carrière que sanctionnent ces récompenses. Beaucoup de ces brefs précisent que si le titre comporte une clause héréditaire, c’est pour rappeler à la descendance et aux yeux de tous, les mérites et l’exemple des services qui doivent être perpétués. C’est dans cet esprit qu’a été créée l'association française « Réunion de la noblesse pontificale » en 1983 (voir ci-dessous).

## Réunion de la noblesse pontificale
La Réunion de la noblesse pontificale en France est une association créée en 1983, à l’initiative de Jean Perret du Cray (président d’honneur fondateur), Roger Marraud des Grottes et Charles Roche-Bruyn, entourés des familles Dubosc de Pesquidoux, de Carmoy, de Chomereau de Saint André, Desvernay, Michel de Pierredon, Niel, Savary de Beauregard et Thellier de Poncheville. Elle a simplifié son nom en 1995 pour devenir la Réunion de la noblesse pontificale.
Son objet est de regrouper les descendants mâles (et éventuellement leur épouse et leurs enfants) des titulaires de titres pontificaux héréditaires dans un souci d’entraide et de relations réciproques, ainsi que de rappeler le souvenir des services rendus au Saint-Siège.
Les postulants, de toutes nationalités, doivent pouvoir justifier de leur filiation masculine, naturelle et légitime jusqu’au bénéficiaire d’un acte pontifical lui attribuant la noblesse ou un titre héréditaire.
La RNP a été reconnue au niveau européen par son admission, en 1996, à la CILANE (Commission de liaison et d’information des associations nobles d’Europe).
Présidence actuelle (2025):
- Président d'honneur : Roger Marraud des Grottes
- Président : Alban Maggiar
- Anciens présidents : Jean Perret du Cray, Renaud Dubosc de Pesquidoux, Bertrand Dubosc de Pesquidoux, Edmond Roche-Bruyn, Roger Marraud des Grottes, Michel de Soye.